# Anatolij Bogdanov (tiratore)
Anatolij Ivanovič Bogdanov (in russo Анатолий Иванович Богданов?; Leningrado, 1º gennaio 1931 – Mosca, 30 settembre 2001) è stato un tiratore a segno sovietico due volte campione olimpico per l'Unione Sovietica.

## Biografia
Ha vinto la medaglia d'oro nella carabina 300 metri 3 posizioni alle Olimpiadi del 1952 a Helsinki, mentre il suo compagno di squadra Lev Vainshtein ha vinto la medaglia di bronzo nella stessa competizione. Ha vinto, inoltre, la medaglia d'oro nella carabina 50 metri 3 posizioni alle Olimpiadi del 1956 a Melbourne.